# Apple Worldwide Developers Conference
Apple Worldwide Developers Conference (WWDC) er en årligt tilbagevendende konference for iOS- og OS X-udviklere. WWDC afholdes af Apple i Californien og har eksisteret siden 1990. WWDC foregår i starten af juni og strækker sig over fem hverdage (mandag til fredag). De seneste år har der været plads til 5.000 deltagere. Der der oftest er flere der ønsker at deltage, bliver der trukket lod blandt de tilmelde om de 5.000 pladser.
På konferencen, der typisk starter med at Apple præsenterer nye produkter eller software henvendt til udviklere, vil der være en masse workshops og seminarer relateret til udvikling.